# 渚りな
渚 りな（なぎさ りな、1954年7月19日 - ）は、日本の女優。北海道出身。
1.　人物
　　　本名は「早川 りな」という説もあるが、詳細は不明。
2.  　経歴
　　　家族の仕事の都合で小学校卒業後、静岡県へ転居。
　　　高校卒業後に上京し、歯科医院の看護助手として勤務後、ショーダンサーの事務所に所属して出演歴あり。
　　　その後、訪れた当時の都内の有名ディスコで、日活の助監督にスカウトされる。
(1) デビュー 期
　　　1974年1月26日公開の 「セミドキュメント　スケバン用心棒」(プリマ企画制作・日活配給・佐々木忠監督作品)で女優デビュー    
　　　　当時の芸名は「大谷リナ」である。(助演)
(2 ) 「早川リナ」期
　　　1974年4月9日公開の「ドキュメントポルノ　続トルコテクニック大全集」(プリマ企画制作・日活配給・代々木忠監督作品)   
　　から、1976年9月8日公開 の「幼な妻　初夜のわななき」　(ワタナベプロダクション制作・渡辺護監督作品)まで、
　　「早川リナ」で出演。
(3) 「渚りな」期
　　　　1976年11月3日公開の「幼な妻絶叫」(日活制作・白鳥信一監督作品)から、「渚りな」に改名。
　　　　以降、最終作と推定される、1980年2月2日公開の「夜這い大百科　さくら貝泥棒」(ワタナベプロダクション製作)まで、
　　　　「渚りな」で出演。
　　　　(なお、1977年5月公開「山本晋也監督作品・残虐女拷問」(後年、改題　緊縛縄地獄)は「渚リナ」名義である。
　・成人向きの雑誌グラビアやインタビュー記事等、紙媒体に関しても、早川リナ・渚リナ・渚りな・と時系列ばらばらで混在するが、
　　　同一人物である。
　　・出演作品のほとんどが日活の外注であるが、前記「幼な妻絶叫」と
　　　1978年5月20日公開の「㊙肉体調教師」(白井伸明監督作品)の2本が日活の直接製作(ロマンポルノ)である。
　　　他に東映東京作品の「怪猫トルコ風呂」に出演している。
　　・出演総数の半数程度、主役としてクレジットされているが、主役にもかかわらず宣伝ポスターに本人画像未使用の作品もあり、
　　　諸般の事情は不明。なお、最終作と推定される「夜這い大百科　さくら貝泥棒」では、宣伝ポスターに名前が未表記で、
　　　出演の真偽は不明。同作公開の頃に、女優業を引退したと推定される。その後の消息は不明である。

## 出演作品

### 映画
1. セミドキュメント　スケバン用心棒　　　　　　　　   74/1/26   公開   佐々木忠　監督〝大谷リナ〟でデビュー
2. 女体当たり屋　　　　　　　　　　　　　　　　　　　74年        公開   小林悟　   監督　大谷リナ 製作会社不詳
3. ドキュメントポルノ　続トルコテクニック大全集　　　74/4/9 　公開    山本晋也   監督　〝早川リナ〟に改名  プリマ企画製作
4. セミドキュメント　オカルトSEX 　主演  　　　　　   74/8/3　 公開    山本晋也   監督    早川リナ
5. ショックドキュメント　女湯 百年史　　　　　　　　  74/8　　 公開　 山本晋也   監督       〃
6. セミドキュメント　(秘)夜這い　　　　　　　　　　　74/8/28  公開　 代々木忠　監督       〃
7. 猛烈ポルノ列島 　　　　　　　　　　　　　　　     　75/1/14 公開　  中村幻児　監督       〃
8. 怪猫トルコ風呂　　　　　　　　　　　　　　　      　75/1/29 公開　  山口和彦　監督　    〃       東映東京
9. セミドキュメント　続・(秘)夜這い　　　　　　　　　 75/8/23 公開　  代々木忠　監督       〃
10. ドキュメント　続制服売春　　　　　　　　　　　    　75/9/6  公開　  代々木忠　監督       〃
11. セミドキュメント　毛相学入門　　　　　　　　　      75/12/6 公開　  山本晋也　監督　     〃      新東宝
12. ドキュメントポルノ　女子大生寮㊙レポート　　      　75/12/6 公開　  代々木忠　監督        〃
13. セミドキュメント　暴走SEX集団　主演　　　　　      76/3/19 公開     中村幻児　監督        〃
14. 新妻のわななき　主演　　　　　　　　　　　　　      76/4/3   公開     渡辺護　　監督　     〃
15. スケバン総連合　　　　　　　　　　　　　　　      　76/4　   公開     代々木忠　監督        〃
16. 新妻のしたたり　主演　　　　　　　　　　　　　      76/6　   公開 　 渡辺護　　監督        〃
17. 幼な妻　初夜のわななき 主演　　　　　　　　　     　76/9/8　公開 　 渡辺護　　監督        〃
18. .幼な妻絶叫!!（沖本順子）[2]　主演　　　　　　      　76/11/3  公開　白鳥信一　監督　日活製作  *本作で〝渚りな〟に改名
19. ドキュメント・ポルノ 淫蕩主婦　主演　　　　　     　76/12/8  公開   代々木忠　監督　渚りな
20. 日本残虐女拷問(改題　緊縛縄地獄)　　　　　　　      77/5　　 公開    山本晋也　監督   渚リナ
21. 女子大学（秘）レポート 肉体入学式　主演　　　　　  77/5/7　 公開　代々木忠   監督　 渚りな
22. 新妻ののけぞり　主演　　　　　　　　　　　　        77/7/9    公開    渡辺護　   監督　　〃
23. セミドキュメント 制服売春 白い乳房　　　　　　　   77/7/23  公開    代々木忠　監督　　〃
24. .東京ネオン地帯 女性自身でご指導いたします　主演   77/11/22 公開   代々木忠　監督　  〃
25. セミドキュメント 観光バス濡れ濡れジャック　 主演   77/12/10 公開   久我剛　   監督　　〃
26. （秘）肉体調教師（亜湖）[3]　主演　　　　　　　　 78/5/20   公開   白井伸明　監督　　〃　　日活製作
27. セミドキュメント 女犬 ぐしょ濡れ　主演　　　　　  78/6/26　 公開　中村幻児　監督      〃
28. セミドキュメント 東京淫欲の夜　主演　　　　　　   78/7/22 　公開   代々木忠　監督      〃
29. おさすり変態娘　主演　　　　　　　　　　　　　　 78/10/21  公開　中村幻児　監督      〃
30. 痴漢横丁女子寮前　　　　　　　　　　　　　　　　 78/12/2　 公開   代々木忠   監督      〃
31. 売春グループ 欲情する人妻　主演　　　　　　　　　79/7/21　 公開   中村幻児　監督      〃
32. 夜這い大百科 さくら貝泥棒　　　　　　　　　 　　　80/2/2    公開   中村幻児　監督      〃  製作.特記以外はワタナベプロ